# Đại học Soonchunhyang
Đại học Soonchunhyang được thành lập vào năm 1978 với ban đầu là một trường cao đẳng y khoa. Trường hiện đào tạo đại học thông quan 5 viện thuộc trường: Nhân văn, Khoa học Xã hội, Khoa học Tự nhiên, Kỹ thuật và Y khoa. Các chương trình nghiên cứu thông qua 3 viện nghiên cứu: Viện Nghiên cứu, Viện nghiên cứu Giáo dục và Viện nghiên cứu Thông tin Công nghiệp.
Toạ lạc tại một thị xã nông thôn tai bờ biển tây của Hàn Quốc, Đại học Soonchunhyang được bao quanh bởi một dãy núi và gần các địa điểm thu hút văn hoá lĩnh sử.